# Улица Театра
Улица Театра (латыш. Teātra iela — Театральная) — улица в Риге, в историческом районе Старый город. Расположена между улицей Калею и бульваром Аспазияс. Длина улицы — 170 метров.

## История
Сложилась в XVII—XVIII веках в новой части города после сооружения земляных валов, проходила между валами и крепостной стеной. Древнейшее название — улица Яня Тилта (улица Ивановского моста) по находившемуся в конце улицы Ивановскому мосту через реку Ригу (в районе нынешней улицы Калею).
После сноса в 1857—1864 годах крепостных укреплений Риги освободившиеся площади стали активно застраиваться, на улице Театра была возведена гостиница «Рим» и дом страхового общества «Жизнь», в 1861 году улица была переименована в Театральную, так как на месте Ивановского моста начали строить Первый Немецкий театр (ныне — Латвийская национальная опера).

## Достопримечательности
- д. 3 — Жилой дом (1827)

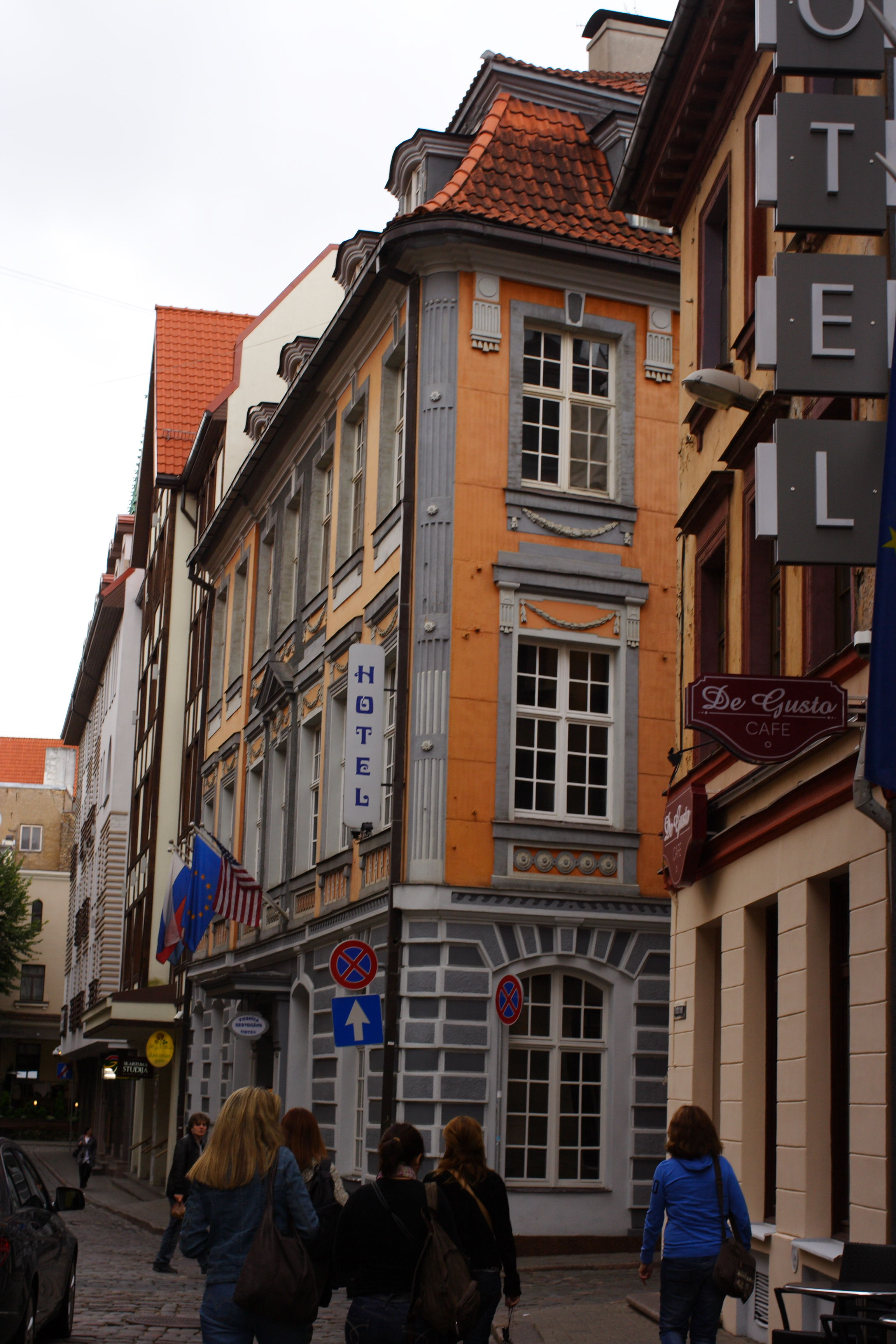
д. 6

- д. 6 — построен в классическом (бюргерском) стиле в 1785 году основоположником латвийской классической архитектуры Кристофом Хаберландом, восстановлен в 1993—1994 годах.

Гостиница «Рига»

- д. 9 — посольство Италии (бывший дом книжной торговли Карла Зихмана, 1903, архитектурное бюро «Шеель и Шеффель»)[2],[3].
- д. 12 — с 1945 по 1949 год жил выдающийся певец Рудольф Берзиньш.
- Всю чётную сторону улицы между бульваром Аспазияс и улицей Вальню занимает корпус гостиницы «Рига» (1957, коллектив под руководством С. Антонова)